# Matt Richards
Matthew Lee Richards, più conosciuto con il diminutivo Matt Richards (Harlow, 26 dicembre 1984) è un ex calciatore inglese, di ruolo centrocampista o difensore.

## Caratteristiche tecniche
Poteva giocare sia come centrocampista che come terzino sinistro.

## Carriera

### Club
Esordisce tra i professionisti in una partita della Coppa UEFA 2002-2003, non ancora maggiorenne, con l'Ipswich Town, club della seconda divisione inglese, che partecipava alla Coppa UEFA grazie all'UEFA Fair Play ranking; nel corso della stagione gioca poi un'ulteriore partita nella competizione, oltre a 13 partite nella seconda divisione inglese. Nella stagione 2003-2004, all'età di 19 anni, gioca invece da titolare fisso, realizzando una rete (la sua prima in carriera tra i professionisti) in 44 partite di campionato, a cui aggiunge anche 2 presenze nei play-off. Tra il 2004 ed il 2007 pur non raggiungendo più questo numero di presenze continua comunque a giocare con buona continuità, facendo registrare 24, 38 e 28 presenze rispettivamente (oltre a 2 presenze nei play-off della stagione 2004-2005). Nella stagione 2007-2008 viene ceduto in prestito al Brighton, in terza divisione, dove gioca 28 partite di campionato; nella stagione 2008-2009 gioca un'ulteriore partita in seconda divisione con l'Ipswich Town (la sua numero 152 in categoria, comprendendo i play-off), per poi tornare in prestito in terza divisione al Brighton, con cui conclude la stagione mettendo a segno una rete in 23 presenze.
Nell'estate del 2009 passa a titolo definitivo al Walsall, club di terza divisione, con cui nelle stagioni 2009-2010 e 2010-2011 gioca regolarmente da titolare per un totale di 86 presenze e 12 reti in partite di campionato; nella stagione 2011-2012 vince invece il campionato di quarta divisione con lo Shrewsbury Town, realizzandovi 5 reti in 42 presenze; l'anno seguente mette invece a segno 7 reti in 43 presenze in terza divisione. Nell'estate del 2013 scende nuovamente di categoria, e trascorre poi le stagioni 2013-2014 e 2014-2015 giocando da titolare fisso al Cheltenham Town, in quarta divisione; gioca quindi ulteriori 10 partite in questa categoria con la maglia del Dag & Red nella stagione 2015-2016. Dopo oltre un anno di inattività, riprende a giocare nel novembre del 2017 con la maglia del Bath City, in National League South (sesta divisione); rimane nel club fino al gennaio del 2019, quando viene ceduto al Banbury Utd, club di Southern Football League (settima divisione), dove rimane fino al termine della stagione per poi ritirarsi dall'attività agonistica.

### Nazionale
Ha giocato varie partite con le nazionali inglesi Under-16, Under-17 ed Under-18; nel 2004 ha anche giocato una partita con la nazionale Under-21.

## Palmarès

### Club

#### Competizioni nazionali
- Campionato inglese di quarta divisione: 1

Shrewsbury Town: 2011-2012